# Dmitri Iwanowitsch Bibikow
Dmitri Iwanowitsch Bibikow (russisch Дмитрий Иванович Бибиков; * 16. September 1916 in Petrograd; † 12. November 1997) war ein sowjetischer Zoologe.
Er studierte an der Lomonossow-Universität Moskau, wurde danach Professor an der Akademie der Wissenschaften der UdSSR und spezialisierte sich auf die Gattung der Murmeltiere.
Die Flohart Ceratophyllus dimi ist nach ihm benannt worden.